# Thomas Pelham-Clinton, 3:e hertig av Newcastle
Thomas Pelham-Clinton, 3:e hertig av Newcastle, född 1752, död 1795, son till Henry Pelham-Clinton, 2:e hertig av Newcastle.
Jämsides med en militär karriär var han också parlamentsledamot mellan 1774 och 1780, och 1781-94. Han var också adjutant hos Georg III av Storbritannien mellan 1780 och 1787. Utnämnd till generalmajor 1787. Han dog av kikhosta efter knappt ett år som hertig.
Gift 1782 med lady Anna Maria Stanhope (1760-1834), dotter till William Stanhope, 2:e earl av Harrington. Flera barn, däribland Henry Pelham-Clinton, 4:e hertig av Newcastle.